# District d'Entremont
Le district d'Entremont, dont Sembrancher est le chef-lieu, est un des treize districts du canton du Valais en Suisse.

## Gentilé
Les habitants du district se nomment les Entremontans.

## Liste des communes
Voici la liste des communes composant le district avec, pour chacune, sa population.
Les communes de Bagnes et Vollèges ont fusionné le 1er janvier 2021 pour former la commune de Val de Bagnes. 
| Nom                | N° OFS | Population (décembre 2022) |
| ------------------ | ------ | -------------------------- |
| Bourg-Saint-Pierre | 6032   | +000218,                   |
| Liddes             | 6033   | +000745,                   |
| Orsières           | 6034   | +003 237,                  |
| Sembrancher        | 6035   | +001 050,                  |
| Val de Bagnes      | 6037   | +010 114,                  |
| Total              | Total  | +015 943,                  |